# Флаг Вадуца

Флаг Вадуца

Флаг Вадуца — официальный геральдический символ столицы Лихтенштейна Вадуца.

## Описание
Флаг Вадуца представляет собой прямоугольное полотнище с необычными пропорциями 4:1. Рисунок состоит из трех вертикальных полос, двух красного цвета и одной — белого. Начиная с флагштока, идет красная полоса в четверть общей длины, затем такая же белая, затем красная в половину длины флага.